# Александър Дунчев
Александър Димитров Дунчев е български природозащитник, лесовъд и политик от „Продължаваме промяната“ (2022 – 2023). Народен представител в XLVII и XLVIII народно събрание. Владее английски, немски и нидерландски език.

## Биография
Александър Дунчев е роден на 13 юли 1979 г. в град София, Народна република България. През 2012 г. завършва горско стопанство, а през 2017 г. защитава образователна и научна степен „доктор“ в Лесотехническия университет.
През 2007 г. става експерт в природен парк „Витоша“. От 2012 до 2017 г. е експерт по горите в международната организация WWF, с която започва кампания за опазването на българските гори. От 2017 г. работи като старши експерт, а от 2020 г. – и като началник-отдел в Югозападното държавно предприятие в Благоевград, където спомага за сертификацията на горите, партньорствата с обществените организации, въвеждането на иновативни системи и развитието на природозащитни проекти. В края на май 2021 г. е назначен за изпълнителен директор на Изпълнителната агенция по горите.

## Политическа дейност
На парламентарните избори през ноември 2021 г. като кандидат за народен представител е водач в листата на „Продължаваме промяната“ за 26 МИР София – област, откъдето е избран.
Малко преди парламентарните избори през 2023 г. се образува коалицията „ПП-ДБ“, на която Кирил Петков заявява пред Дунчев, че водачът на листата в 26 МИР София трябва да е от Демократична България, но организацията на „Продължаваме промяната“ в областта е против и настоява за техен представител. Дунчев не е съгласен с това решение и обвинява ръководството на партията в задкулисие. На 7 март 2023 г. Дунчев напуска „Продължаваме промяната“.